# San Angelo
San Angelo er en amerikansk by og administrativt centrum i det amerikanske county Tom Green County, i staten Texas. I 2000 havde byen et indbyggertal på 88.439.

## Ekstern henvisning
- San Angelos hjemmeside Arkiveret 26. februar 2013 hos  Wayback Machine (engelsk)

31°27′11″N 100°27′9″V / 31.45306°N 100.45250°V